# Karate klub Mladost Kragujevac
Karate klub Mladost је klub iz Kragujevca. Mladost je klub sa bogatom, tridesetogodišnjom istorijom koji neguje tradicionalni shotokan stil karatea.

## Istorija kluba
Osnivač i sadašnji predsednik KK Mladost Dragan Sretenović, postavio je ciljeve i standarde po kojima treneri i članovi kluba već trideset godina rade i koje pokušavaju da dostignu. Inače, Dragan Sretenović je jedan od najboljih i najpoznatijih karatista iz stare plejade, čovek koji je među prvima promovisao kik boks i ful kontakt na prostorima bivše Jugoslavije. 
Sadašnji prvi trener kluba je instruktor Goran Marković, majstor karatea 6. dan, jedan je od članova iz prve generacije karatista KK Mladost. Njegov prvi asistent, instruktor Dragan Spasojević, majstor karatea 3. dan, potekao je iz drugog kluba pre više od trideset godina i naknadno se sa velikim uspehom priključio KK Mladost. Od vrhunskih karatista koji povremeno rade u klubu treba napomenuti instruktora Nebojšu Jovanovića, majstora karatea 2. dan i člana prve generacije KK Mladost i Gorana Stošića, majstora karatea 4. dan.

## Uspesi na takmičenjima
Samo tokom 2008. klub je postigao fantastične rezultate na takmičenjima u Srbiji. U skoro svim savezima, sa sedam prvenstava i kupova održanih u 2008, KK Mladost se vraćao sa šampionskim peharima i kao klub sa najviše osvojenih medalja i priznanja u pojedinačnoj konkurenciji.
U poslednje tri godine, klub je učestvovao na pet evropskih i svetskih kupova, i to:
- Beč 2005. - učestvovalo je 7 takmičara, osvojeno je 8 medalja;
- Ukrajina 2005.-učestvovale su 3 seniorke, osvojene su 2 medalje pojedinačno i 1 ekipno
- Rumunija 2006. - učestvovalo je 7 takmičara, osvojeno je 7 medalja u pojedinačnoj i 1 u ekipnoj konkurenciji;
- Slovačka 2006. - učestvovalo je 5 takmičara, osvojene su 3 medalje, jedna u ekipnoj i 2 pojedinačnoj konkurenciji;
- Ukrajina 2007. - učestvovalo je 4 takmičara, osvojeno je 5 medalja, 3 pojedinačno, 1 ekipno i 1 medalja za borbe.